# George Cane
George F. Cane (Londra, 21 ottobre 1881 – Southend-on-Sea, 21 settembre 1968) è stato un tuffatore britannico.

## Biografia
Rappresentò la Gran Bretagna ai Giochi olimpici estivi di Londra 1908, gareggiando nel concorso dei tuffi dalla piattaforma, dove venne eliminato al primo turno. In uno dei suoi tuffi atterrò male e svenne in acqua. Hjalmar Johansson, che aveva vinto il 2º gruppo e alla fine avrebbe conquistato la medaglia d'oro, lo salvò. Fu rapidamente rianimato e non subì gravi ferite, ma fu così gravemente scosso da non poter lasciare il letto per alcuni giorni. Questo incidente portò al divieto di eseguire doppi salti mortali, divieto che permase fino al 1928.